# Maa-cheroe
De Maa-cheroe (Egyptisch: Oprecht van Stem) is een belangrijke term in een van de oud-Egyptische opvattingen over het leven na de dood en hun opvatting van wat een farao moest zijn.
Volgens deze versie vertrekt men na zijn dood naar de Hal van het Oordeel in de Egyptische onderwereld, Cherneter. Hier zaten de 42 goden, die elk één vraag aan de overledene stelden. Deze moest hierop - volgens de negatieve belijdenis - telkens eerlijk een ontkennend antwoord kunnen geven, als hij door wilde naar de Velden van Iahru, de Egyptische tegenhanger van de Griekse Elyzeese Velden. Wanneer de overledene 42 keer negatief beantwoordde, was hij ma'at heru. Eén bevestigend antwoord betekende dat de dode verslonden werd door een reusachtige krokodil.
In hiërogliefen wordt de titel Maa-cheroe ingekort tot twee of drie tekens.